# Anton Kogler (Baumeister)

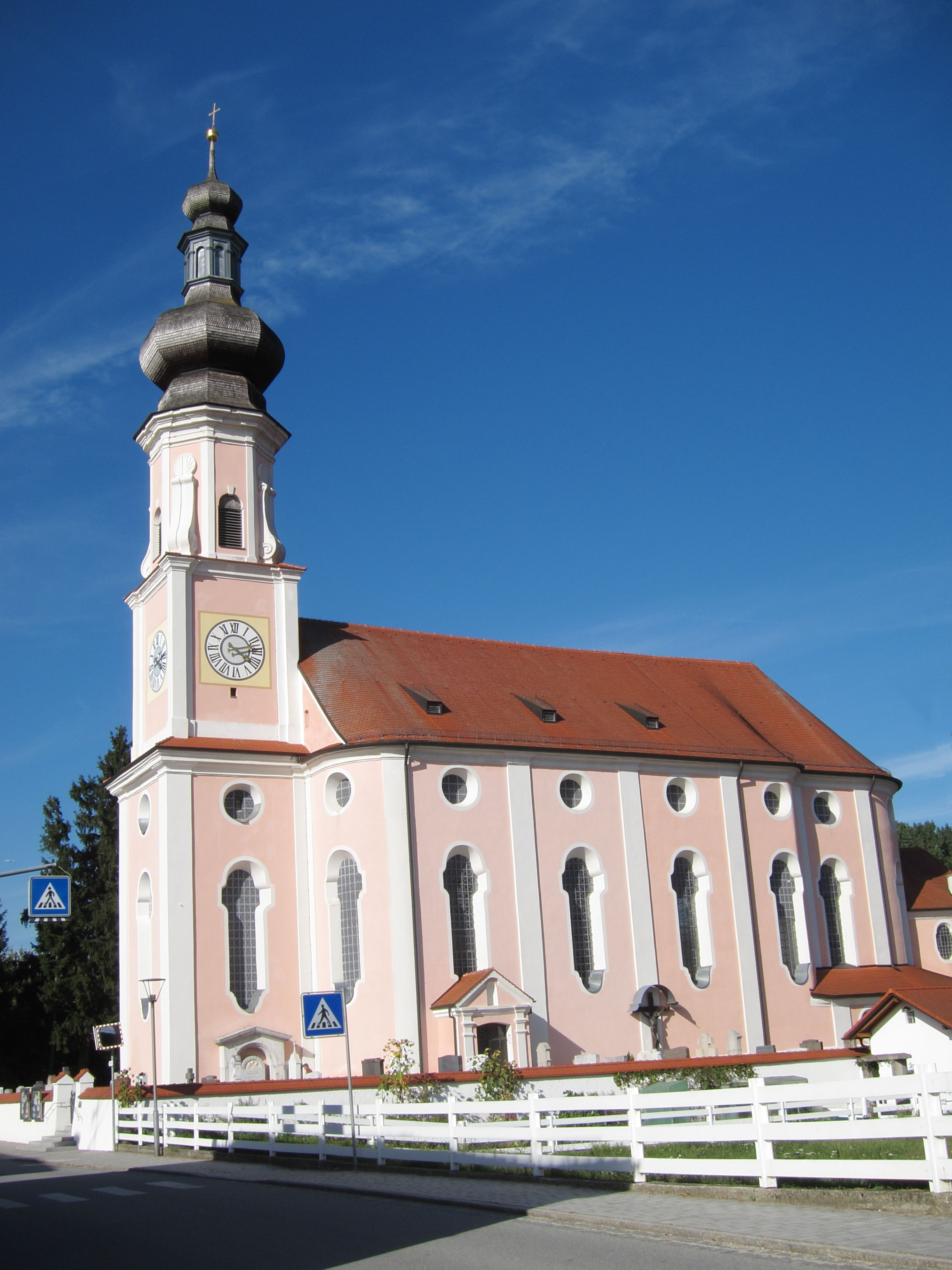
Kirche in Bockhorn

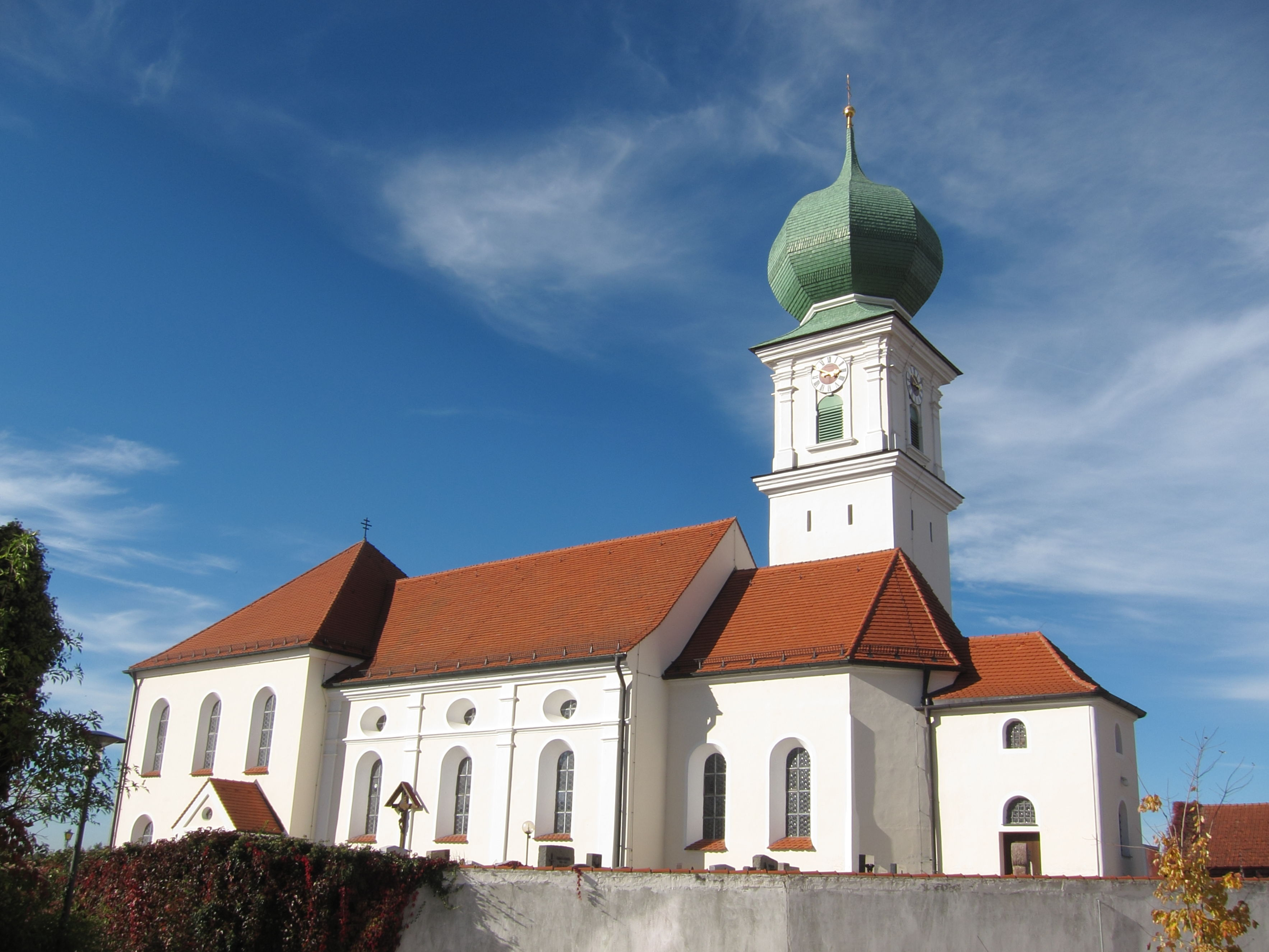
Kirche in Schröding

Anton Kogler (* in Erding; † 20. Dezember 1729 ebenda) war ein oberbayerischer Maurer und Baumeister, der als Erdinger Stadtmaurermeister zahlreiche barocke Kirchen im Erdinger Land erbaute.

## Leben
Anton Kogler gehörte wie sein Großvater Kaspar und sein Vater Hans Kogler zu einer ursprünglich aus Schliersee stammenden Maurermeisterfamilie, die nach dem Dreißigjährigen Krieg von 1649 bis 1729 die Erdinger Stadtmaurermeister stellte. Anton Kogler übernahm das Amt nach dem Tod seines Vaters im Jahre 1702 und übte es bis zu seinem eigenen Tod im Jahre 1729 aus. In dieser Zeit leitete er den Aus-, Um- oder Neubau von rund dreißig Kirchen. 
Seine Witwe heiratete danach Johann Baptist Lethner (1700–1782), der als nächster Erdinger Stadtmaurermeister wiederum mehr als zwanzig Kirchen baute. Anschließend führte der aus Wien stammende und in die Familie eingeheiratete Mathias Rösler die Tradition bis 1808 fort.

## Werke
Zu seinen Werken gehören insbesondere folgende Kirchen, die sämtlich als Baudenkmäler registriert sind:
| Ort, Ortsteil                   | Kirche                     | Patrozinium            | Baujahr          | Anmerkung                                                                 |
| ------------------------------- | -------------------------- | ---------------------- | ---------------- | ------------------------------------------------------------------------- |
| Bockhorn                        | Pfarrkirche                | Mariae Heimsuchung     | 1712             | Turmoberbau von Johann Baptist Lethner                                    |
| Bockhorn, Grünbach              | Filialkirche               | St. Andreas            | 1688             | Wohl von Anton Kogler ab 1688                                             |
| Bockhorn, Neukirchen            | Filialkirche               | St. Jakobus            | 1720             | (um bzw. nach 1720)                                                       |
| Buch am Buchrain                | Pfarrkirche                | St. Martin             | 1707             | von Anton Kogler erneuert, von Johann Baptist Lethner 1760/2 überarbeitet |
| Buch am Buchrain, Haidberg      | Filialkirche               | Hl. Kreuz              | 1715             | (1. Drittel 18. Jh.)                                                      |
| Dorfen, Hampersdorf             | Filialkirche               | St. Peter und Paul     | 1722             |                                                                           |
| Dorfen, Watzling                | Filialkirche               | St. Nikolaus           | 1710             |                                                                           |
| Eitting                         | Pfarrkirche                | St. Georg              | 1718             | Chorneubau durch Anton Kogler (Langhaus 1690 durch Hans Kogler)           |
| Erding, Altenerding             | Pfarrkirche                | Mariae Verkündigung    | 1724             |                                                                           |
| Erding, Indorf                  | Filialkirche               | St. Martin             | 1708             |                                                                           |
| Erding, Itzling                 | Filialkirche               | St. Vitus              | 1713             |                                                                           |
| Erding, Pretzen                 | Filialkirche               | St. Georg              | 1710             |                                                                           |
| Forstern, Tading                | Pfarr- u. Wallfahrtskirche | Mariae Himmelfahrt     | 1717             |                                                                           |
| Forstern, Wetting               | Filialkirche               | St. Pankratius         | 1720             |                                                                           |
| Fraunberg, Lohkirchen           | Filialkirche               | St. Martin             | 1729             |                                                                           |
| Fraunberg, Oberbierbach         | Filialkirche               | St. Martin             | 1717             |                                                                           |
| Fraunberg, Reichenkirchen       | Pfarrkirche                | St. Michael            | 1722             | Turm; Vergrößerung des Langhauses durch Johann Baptist Lethner, 1753/9    |
| Hohenpolding, Sulding           | Filialkirche               | Hl. Kreuzauffindung    | 1703             | Langhaus und Wölbung                                                      |
| Inning am Holz, Großwimpasing   | Filialkirche               | St. Jakobus            | 1725             |                                                                           |
| Inning am Holz, Ottering        | Filialkirche               | St. Georg              | 1703             | Frühwerk                                                                  |
| Kirchberg                       | Filialkirche               | St. Peter und Paul     | 1729             |                                                                           |
| Kirchberg, Burgharting          | Pfarrkirche                | St. Vitus              | 1725             |                                                                           |
| Kirchberg, Schröding            | Pfarrkirche                | St. Urban und Nikolaus | 1702/03          | im 1. Drittel 18. Jh. von Anton Koglier barockisiert                      |
| Moosinning                      | Pfarrkirche                | St. Emmeram            | 1702 (ca.)       | Frühwerk von Anton Kogler                                                 |
| Oberding                        | Filialkirche               | St. Georg              | 1703             |                                                                           |
| Oberding, Aufkirchen            | Pfarrkirche                | St. Johann Baptist     | 1730             | vollendet von Johann Baptist Lethner                                      |
| Taufkirchen (Vils), Hörgersdorf | Filialkirche               | St. Bartholomäus       | 1720 (nach 1720) |                                                                           |
| Taufkirchen (Vils), Moosen      | Pfarrkirche                | St. Stephanus          | 1701             | Turmoberbau                                                               |
| Taufkirchen (Vils), Tegernbach  | Filialkirche               | St. Peter              | 1729             | letztes Werk von Anton Kogler                                             |
| Wartenberg                      | Pfarrkirche                | Mariae Geburt          | 1723             | Turmerhöhung von Johann Baptist Lethner, 1763                             |
| Wartenberg, Auerbach            | Filialkirche               | St. Bartholomäus       | 1720             |                                                                           |
| Wörth, Sankt Koloman            | Wallfahrtskapelle          | St. Koloman            | 1718             |                                                                           |
| Wörth, Wifling                  | Filialkirche               | St. Urbanus            | 1706             | Umbau                                                                     |